# Pentila swynnertoni
Pentila swynnertoni är en fjärilsart som beskrevs av Stevenson 1940. Pentila swynnertoni ingår i släktet Pentila och familjen juvelvingar. Inga underarter finns listade i Catalogue of Life.